# Инвешка
Инвешка (устар. Иневеж, Ивнежа) — река в Ивановской области России, протекает по территории Ивановского, Тейковского и Лежневского районов. Устье реки находится в 32 км по левому берегу реки Ухтохмы. Исток находится в лесу, у торфоразработок северо-западнее деревни Иневеж. Длина реки составляет 15 км, площадь водосборного бассейна — 114 км². Не судоходна.
В 1,2 километра от устья впадает слева река Расколина.

## Данные водного реестра
По данным государственного водного реестра России относится к Окскому бассейновому округу, водохозяйственный участок реки — Уводь от истока и до устья, речной подбассейн реки — Бассейны притоков Оки от Мокши до впадения в Волгу. Речной бассейн реки — Ока.
Код объекта в государственном водном реестре — 09010301012110000033113.